# Эстели (департамент)
Эстели́ (исп. Estelí) — один из департаментов Никарагуа.

## География
Департамент находится на западе центральной части Никарагуа. Его площадь составляет 2229,69 км². Численность населения — 220 703 человека (перепись 2012 год). Плотность населения — 98,98 чел./км². Административный центр — город Эстели.
Граничит на севере с департаментом Мадрис, на западе с департаментом Чинандега, на юге с департаментом Леон, на востоке с департаментами Матагальпа и Хинотега.

## Муниципалитеты
В административном отношении территория департамента Эстели подразделяется на 6 муниципалитетов:
1. Кондега
2. Ла-Тринидад
3. Пуэбло-Нуэво
4. Сан-Николас
5. Сан-Хуан-де-Лимай
6. Эстели